# Wierzbowiec (gmina)
Wierzbowiec – dawna gmina wiejska istniejąca do 1933 roku w woj. wołyńskim (obecnie na Ukrainie). Siedzibą gminy był Wierzbowiec.
Miejscowości gminy w 1921: Barwinek (osada), Czajczyńce (folwark), Czajczyńce, Dąbrowa I (osada), Dąbrowa II (futor), Hnidawa, Kochanówka, Kornaczówka (stacja kolejowa), Kornaczówka, Łopuszno, Mosurowce, Oryszkowce, Pachinia (osada), Pachinia, Polowa, Siniowszczyzna (osada), Szyły, Wierzbowiec.
W okresie międzywojennym gmina Wierzbowiec należała do powiatu krzemienieckiego w woj. wołyńskim. 1 października 1933 roku gmina została zniesiona; część jej obszaru włączono do gmin Wiśniowiec i Wyszogródek a z części utworzono nową gminę Kołodno.